# Jules Bastien-Lepage
Jules Bastien-Lepage (Damvillers, 1 de novembre de 1848 - París, 10 de desembre de 1884) va ser un pintor naturalista francès.

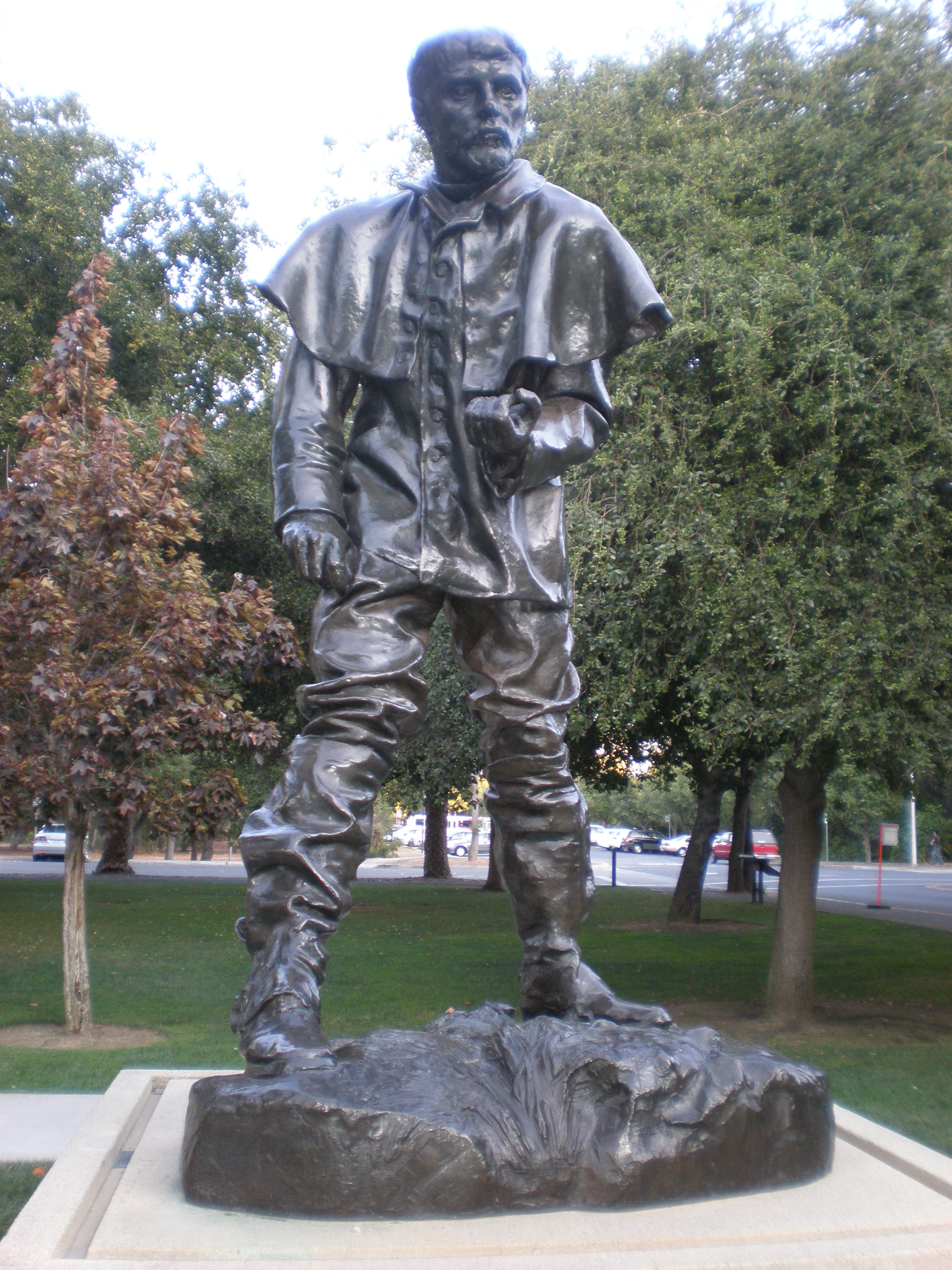
Auguste Rodin de Jules Bastien-Lepage

Jules Bastien-Lepage va tenir com a primer professor al seu pare, que també era pintor. El 1867 es traslladà a París on va ser admès a l'École des Beaux-arts, va tenir com a mestre a Cabanel. Va exposar en els Salons de 1870 1872. El 1874, el seu Retrat del meu avi va tenir gran èxit de crítica al Salon de Paris i va obtenir una medalla.
Va ser combatent a la Guerra Franco-Prussiana on va resultar ferit.

## Prix de Rome

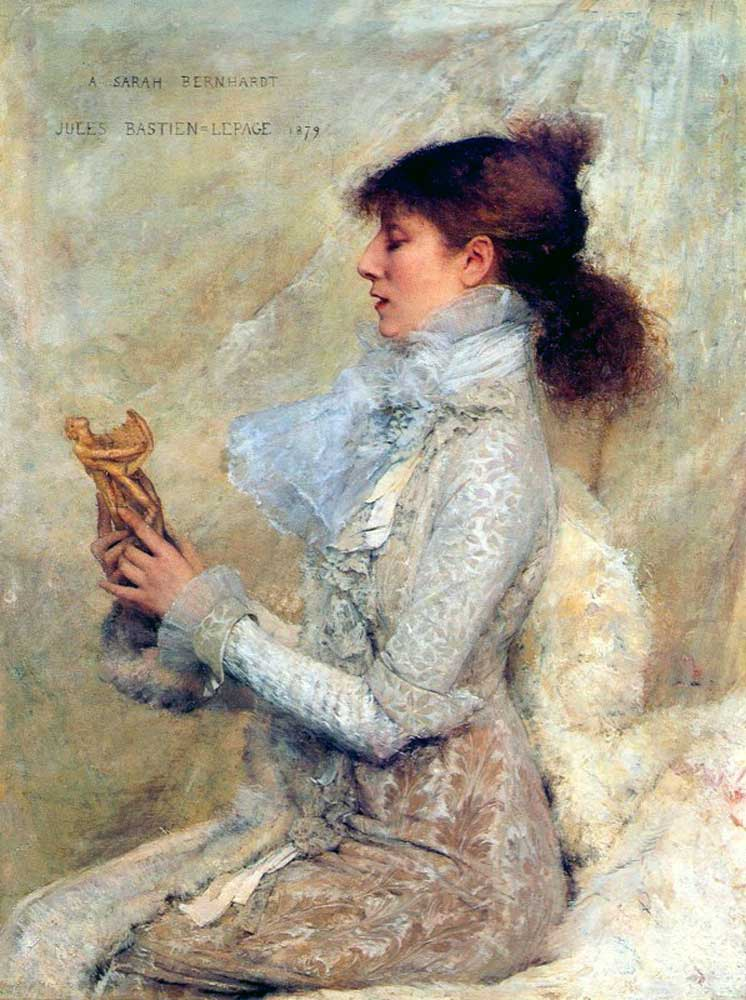
Retrat de Sarah Bernhardt 1879

L'any 1875 va obtenir el segon premi del Prix de Rome amb Els àngels apareixent als pastors.

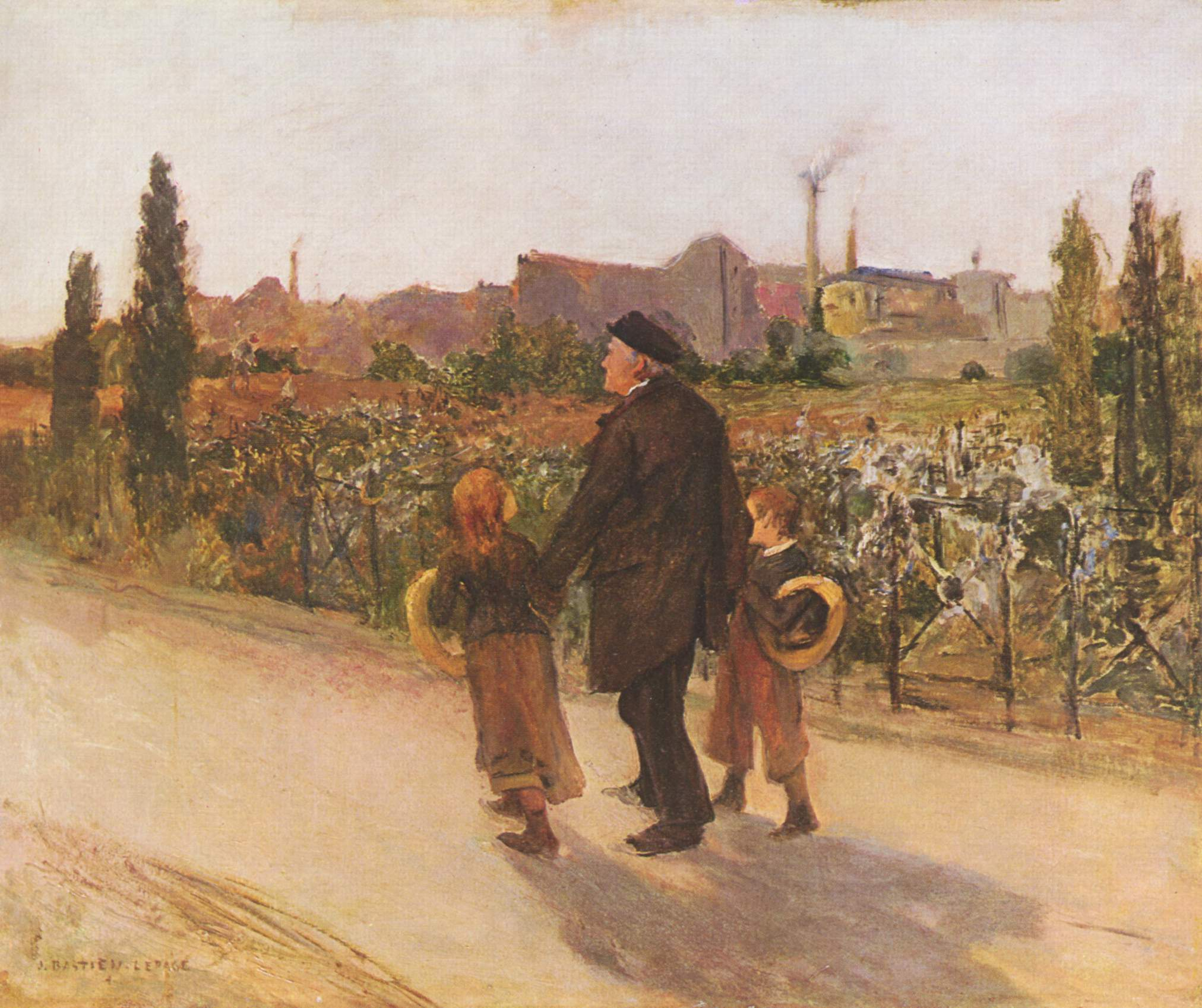
Dia de totes les ànimes, 1882

Thenceforth Bastien-Lepage va obtenir la Légion d'honneur pel seu retrat de Sarah Bernhardt (1879).

## Mort i llegat

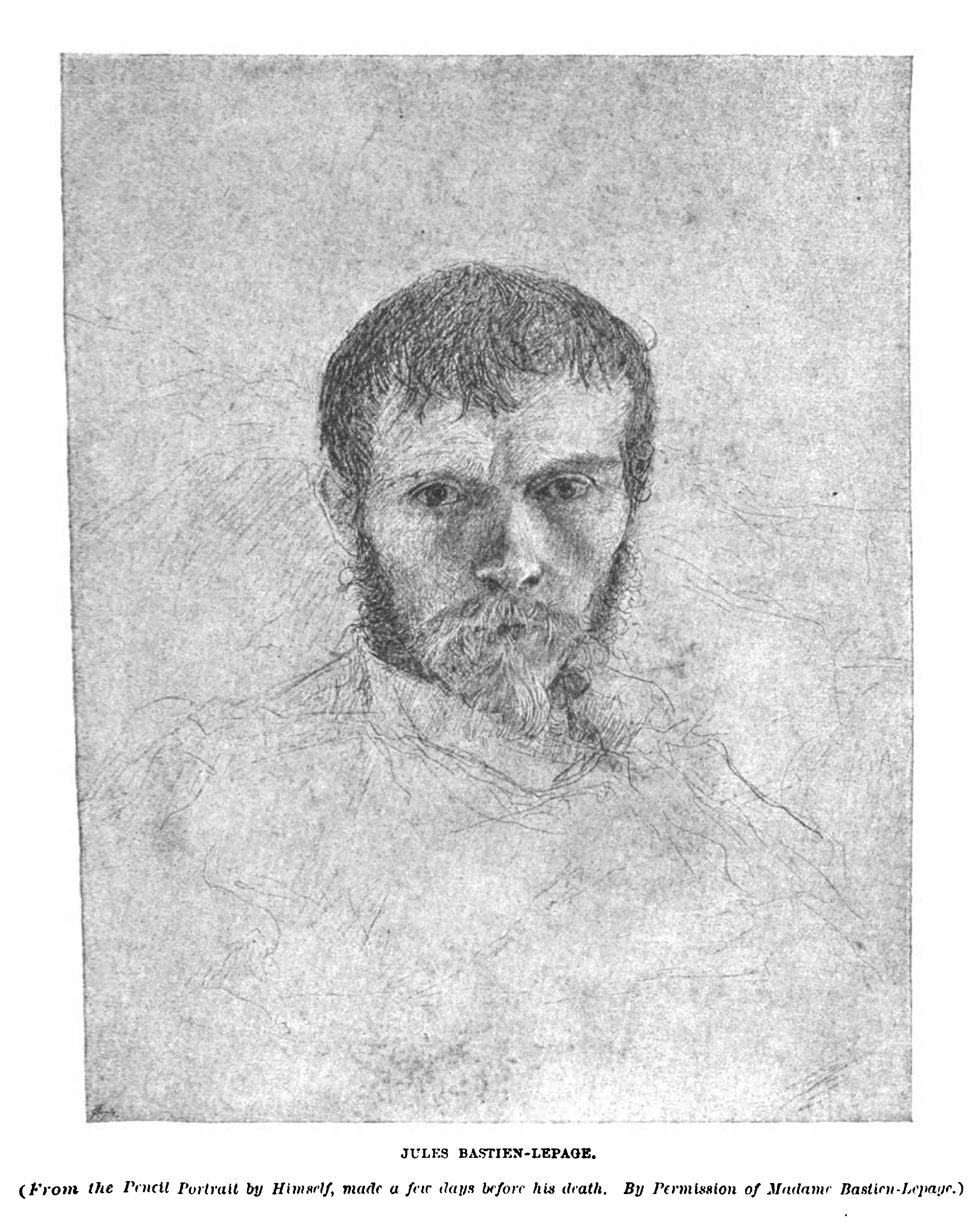
Autoretrat fet pocs dies abans de morir.

Entre 1880 i 1883 viatjà per Itàlia. Tenia una llarga malaltia i intentà restablir-se a Alger. Morí a París el 1884, quan planejava fer temes rurals.
Una estàtua de Bastien-Lepage feta per Rodin va ser erigida a Damvillers.

## Pintures

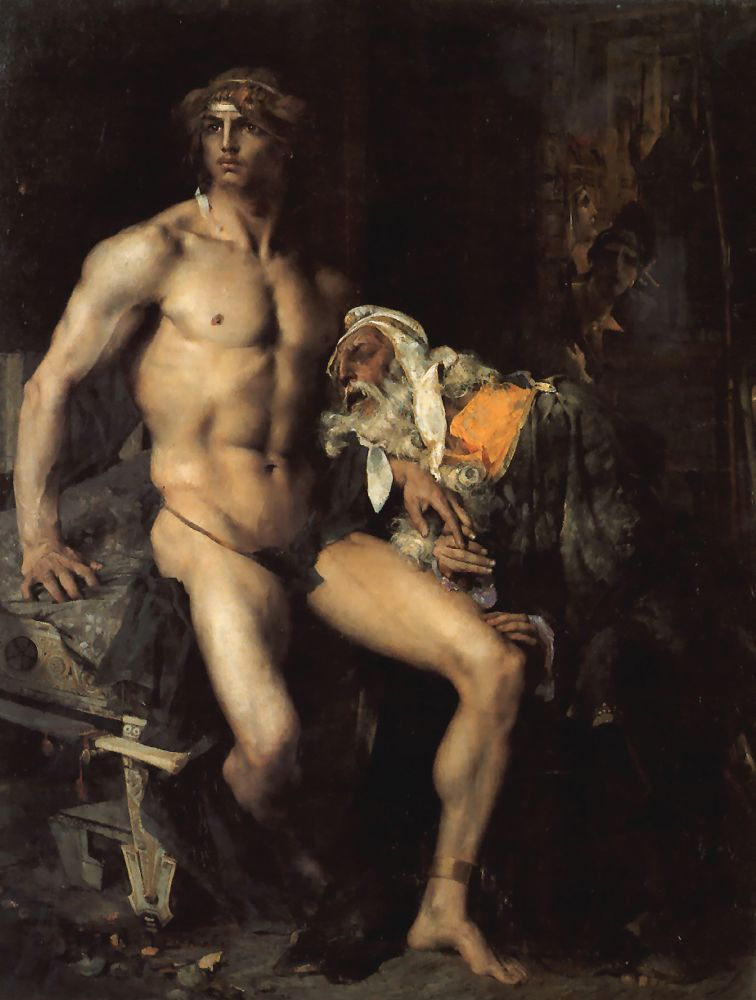
Achilles et Priam, 1876
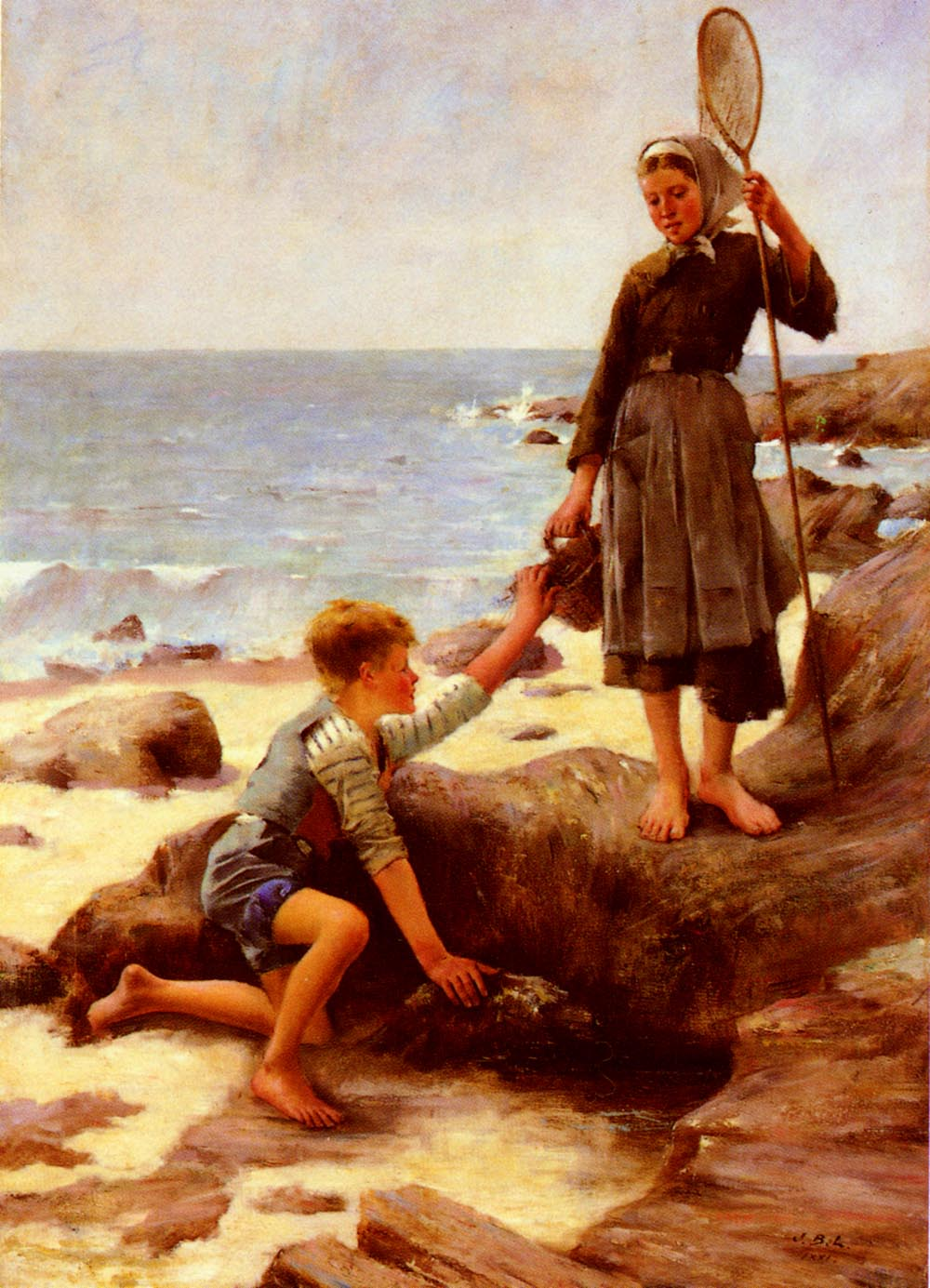
Les Enfants pêcheurs, 1878
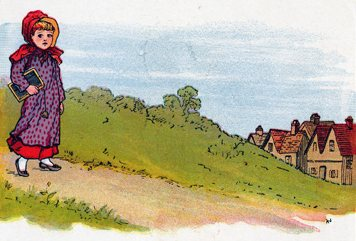
Anant a l'escola, 1882